# Leandro dos Santos Branco
Leandro dos Santos Branco (Lages, Brasil, 2 de junio de 1983), futbolista brasilero. Juega de delantero y su actual equipo es el Comercial del Campeonato Sul-Matogrossense de Brasil. 

## Clubes
| Club                  | País     | Año           |
| --------------------- | -------- | ------------- |
| Chapecoense           | Brasil   | 2002          |
| Marcílio Dias         | Brasil   | 2003 - 2005   |
| Atlético de Ibirama   | Brasil   | 2006          |
| Audax Italiano        | Chile    | 2006          |
| Ituano                | Brasil   | 2006          |
| Juventus de Jaraguá   | Brasil   | 2007          |
| Vitória Setúbal       | Portugal | 2007 - 2009   |
| Criciúma              | Brasil   | 2009 - 2010   |
| Metropolitano         | Brasil   | 2010          |
| Marcílio Dias         | Brasil   | 2010 - 2011   |
| Confiança             | Brasil   | 2011          |
| Tubarão               | Brasil   | 2011          |
| Brasil de Farroupilha | Brasil   | 2012          |
| Tubarão               | Brasil   | 2012          |
| Águia Negra           | Brasil   | 2013          |
| Marcílio Dias         | Brasil   | 2013          |
| Tubarão               | Brasil   | 2013          |
| Inter de Lages        | Brasil   | 2014          |
| Águia Negra           | Brasil   | 2015          |
| Concórdia             | Brasil   | 2015          |
| Comercial             | Brasil   | 2015-presente |